# روبرت كارول
روبرت كارول (بالإنجليزية: Robert Carroll)‏ هو سياسي أسترالي، ولد في 1876 في دبلن في جمهورية أيرلندا، وتوفي في 7 فبراير 1940 في بريزبان في أستراليا. حزبياً، نشط في حزب العمال الأسترالي.